# Pistis Sophia
Pistis Sophia sau Cartea sacră a gnosticilor din Egipt este un important text gnostic care a fost descoperit în 1773, posibil scris la începutul secolului al II-lea în limba coptă. În acest text sunt dezvăluite structuri complexe și ierarhii ale Cerului, familiare în învățăturile gnostice.  